# Pelene
Este artigo provavelmente faz confusão entre duas cidades de nome parecido

## Pelene na Lacônia
Pellana ou Pellene ou Pellane (Πέλλανα ou Πελλήνη) foi uma importante cidade da Grécia Antiga, localiada na Lacônia. Durante a Civilização Micênica foi a capital da Lacônia. Hoje é uma pequena vila.
Está instalada em uma elevação que faz parte dos montes Taygetos, cerca de 170 m acima do nível do mar. Na mitologia grega, foi a residência de Tíndaro quando foi expulso de Esparta por seu irmão Hipocoonte e os filhos deste. A cidade foi tomada pelo rei espartano Ágis I, mas logo depois Arato de Sicião derrotou os espartanos, que abandonaram Pellana após um acordo.

## Pelene na Acaia
Pausânias, no século II d.C., visitou Pellene, e a descreveu detalhadamente em seu livro Descrição da Grécia.  O nome da cidade tem duas origens: segundo os habitantes da cidade, era devido ao titã Palas, mas, segundo os argivos, devido a Pellen, um argivo, filho de Forbas, filho de Triopas.